# Orthosia pulchella
Orthosia pulchella är en nordamerikansk fjärilsart som beskrevs av Harvey 1876. Arten ingår i släktet Orthosia och familjen nattflyn. Inga underarter finns listade i Catalogue of Life.